# Biblická poezie
Biblická poezie je označení pro básnické skladby, vyskytující se ve Starém zákoně. Jde tedy převážně o duchovní poezii, psanou v originále hebrejsky či aramejsky. Označení biblická poezie není užíváno pro poezii, vyskytující se v Novém zákoně (např. Magnificat či báseň o Bohu, použitá jako prolog k Evangeliu podle Jana). Tato poezie je velmi specifická obsahově i formálně a od evropské poezie se dosti liší. Velká část biblické poezie byla určena k liturgickým účelům.
V biblické poezii neexistuje záměrný rým, vyskytují se pouze náhodné rýmy, například v hebrejském textu knihy Exodus, 15:1–19. Občas se vyskytuje (patrně záměrná) konsonance, tedy opakování souhlásek na konci slova (například v hebrejském textu žalmy 45 a 54).
Dalším typickým znakem biblické poezie je paralelismus membrorum, což znamená, že každý verš se dělí na dva půlverše, přičemž první půlverš nastoluje myšlenku, druhý je pak parafrází, popřením či rozvinutím prvního půlverše. Tento postup přispívá k lepšímu zapamatování básně a zdůraznění myšlenky. Velmi dobrým příkladem paralelismu je biblická kniha Pláč.
Metrum biblické poezie je založeno na tónickém či přízvučném verši, což znamená, že každý verš básně má stejný počet přízvučných slabik, počet nepřízvučných slabik přitom není nijak určen. Tento počet přízvučných slabik může být rozdílný, v některých básních mají verše dvě přízvučné slabiky, tři, čtyři, pět (verš o pěti přízvucích, tzv. qíná, je typický pro texty elegického charakteru, jako je právě kniha Pláč), někdy osm. Toto metrum je blízké starogermánskému aliteračnímu verši či obdobné veršové struktuře staroruské poezie.
Dalším poměrně častým, ne však nezbytným formálním znakem hebrejské poezie je akrostich, což znamená, že každý verš začíná písmenem, která dohromady tvoří smysluplný text. Hebrejské akrostichy však většinou nejsou tvořeny nějakým textem, ale spíše abecedou (tj. každý verš začíná jedním písmenem hebrejského písma, zachovávaje jejich pořadí). Tato vlastnost v českém překladu nebývá zachovávána.
Dalšími znaky jsou anadiploze (na začátku každého verše se opakuje slovo, kterým končil verš předchozí), refrén (opakuje se stejná fráze či slovní spojení) aj.
Biblická poezie bývá vzhledem k odlišnosti od poezie evropské většinou při překladech bible překládána buď prózou (například v bibli kralické), nebo jiným typem verše (například při překladu Septuaginty, potažmo Vulgáty byla původní poezie přeložena časoměrným veršem), tradičnějším pro daný jazyk, nicméně vyskytují se i překlady původním veršem (v českém prostředí např. překlad žalmů od R. Dvořáka, původní metriku zachovává také český ekumenický překlad bible).
Biblická poezie je rozptýlena téměř po celém textu Starého zákona, téměř každá kniha obsahuje veršované vsuvky. Některé knihy jsou ale vysloveně básnické a z větší části či výhradně psány ve verších. Jsou to knihy: Jób, Žalmy, Kazatel, Píseň písní, Izajáš, Jeremjáš, Pláč, Ozeáš, Jóel, Ámos, Abdijáš, Micheáš, Nahum, Abakuk, Sofonjáš, Malachiáš, z deuterokanonických knih pak Kniha moudrosti a Sírachovec.